# Margaret Rhodes
Margaret Rhodes (született: Elphinstone, Westminster, 1925. június 9. – Windsor, 2016. november 25.) II. Erzsébet brit királynő unokatestvére, a Királyi Viktória Lovagrend tagja. 1991 és 2002 között Erzsébet brit anyakirályné gondozónője volt.

## Fiatalsága
1925. június 9-én született Westminsterben Lord Sidney Buller-Fullerton-Elphinstone és Lady Mary Bowes-Lyon legkisebb lányaként. Édesanyja Erzsébet brit anyakirályné nővére volt. Kisgyermekként unokatestvére, Erzsébet brit hercegnő (később: II. Erzsébet brit királynő) játszótársa volt. A második világháború alatt a windsori kastélyban és a Buckingham-palotában élt és elvégzett egy titkárnői tanfolyamot. 1947. november 20-án ő volt a későbbi királynő koszorúslánya.

## Munkássága
A II. világháború alatt az MI6-nél dolgozott titkárnői pozícióban. 1991 és 2002 között nagynénjének, Erzsébet anyakirálynénak gondozónője volt.
2000-ben kinevezték A Királyi Viktória Lovagrend tagjává. Egy kertes házban élt a Windsor Great Park területén. 2006 áprilisában, a királynő nyolcvanadik születésnapján a BBC egyik riportjában kijelentette, hogy a királynő nem fog lemondani a trónról.
2011-ben publikáltatta önéletrajzi művét, a The Final Curtseyt. 2012-ben közreműködött a BBC Radio 4 egyik rádióműsorában.
Rhodes hét dokumentumfilmben is szerepelt, melyek II. Erzsébet királynő életéről szólnak.
2016. november 27-én a Buckingham-palota bejelentette, hogy rövid betegség következtében, 91 évesen meghalt.

## Magánélete
1950. július 31-én kötött házasságot Denys Gravenor Rhodes íróval (1919–1981). Koszorúslánya volt többek között Margit brit királyi hercegnő. A párnak négy gyermeke született és egy unokája.
- Annabel Margaret Rhodes (született: 1952. február 21.); 1978-ban kötött házasságot Christopher James Downing Strickland-Skailessal. Egy fiúgyermekük született. 1986-ban ismét férjhez ment, Geoffrey Vallack-hoz.
  - Andrew James Downing Strickland-Skailes (született: 1980)
- Victoria Ann Rhodes (született: 1953. szeptember 27.); II. Erzsébet királynő keresztlánya. 1974-ben házasodott össze Nicholas Deanssel.
- Simon John Gravenor Rhodes (született: 1957. február 22.), Margit brit királyi hercegnő keresztfia. 1983-ban Susan Simonhoz ment feleségül.
- Michael Andrew Gravenor Rhodes (született: 1960. június 8.)

## Fordítás
- Ez a szócikk részben vagy egészben  a   Margaret Rhodes című angol Wikipédia-szócikk fordításán alapul.  Az eredeti cikk szerkesztőit annak laptörténete sorolja fel. Ez a jelzés csupán a megfogalmazás eredetét és a szerzői jogokat jelzi, nem szolgál a cikkben szereplő információk forrásmegjelöléseként.